# Lily of the Valley
〈Lily of the Valley〉는 영국의 록 밴드 퀸의 노래이다. 리드 보컬인 프레디 머큐리가 피아노를 연주하고 트랙의 모든 보컬을 맡았다. 원래는 1974년에 발매된 정규 3집 앨범 《Sheer Heart Attack》에 수록되어 있었으며, 앨범에 들어있는 곡 중 몇 안되는 발라드이기도 하다.
가사는 이전 앨범이었던 《Queen II》의 노래 〈Seven Seas of Rhye〉를 가리키고 있다.